# H-유진
H-유진(H-Eugene, 본명: 허유진, 1979년 4월 6일 ~ )는 대한민국의 래퍼이다. 1집 앨범 'Only One Way'를 발표한 뒤 지금은 래퍼로 성장해왔다. 그의 대표곡으로는 '독불장군', '남이라고', 'KISS ME', '환상의 짝꿍', '사랑인가봐', '사랑시리즈, '사랑경보', '쓰레기'가 있다. 또한 유노윤호를 향한 해피투게더에서의 헌정 랩으로 유명하다.

## 출연자

### 방송
- 2006년 ~ 2007년 SBS 있다! 없다?

### 영화
- 2006년 뚝방전설 - 양아치 2 역

## 앨범

### 정규 앨범
- 1집 Only One Way
- 2집 H-Eugene And The Family

### 싱글 EP 앨범
- 디지털 싱글 날 사랑하지마요
- 디지털 싱글 남이라고
- EP 환상의 짝꿍
- 싱글 남자의 향기
- 디지털 싱글 사랑인기봐
- 디지털 싱글 사랑시리즈
- 싱글 사랑경보
- 디지털 싱글 사랑경보ll
- EP MAN ON FIRE Part 1
- 싱글 쓰레기
- 디지털 싱글 Adios
- 디지털 싱글 진짜명풍 (인생의 진리)
- 디지털 싱글 쓰레기 Part 2